# Accidenti che ragazza!
Accidenti che ragazza! (The Fuller Brush Girl) è un film del 1950 diretto da Lloyd Bacon.

## Trama
Una giovane decide di intraprendere la carriera di venditrice di cosmetici porta a porta. Non solo è un completo disastro, ma quando una delle sue clienti viene uccisa diviene la principale sospettata e, insieme al fidanzato, dovrà scappare dalla polizia e scovare il vero colpevole.